# Ivan Stančić
Ivan "Piko" Stančić (Dalj, 7. travnja 1952. – Supetar, 2. lipnja 2025.) bio je hrvatski glazbenik, producent i akademski slikar. 
Svojim je radom zaslužan za najbolje uratke sastava Filma, Idola, Električnog orgazma, Prljavog kazališta i mnogih drugih. U glazbenoj školi uči svirati gitaru i udaraljke, ali u isto vrijeme stječe znanje svirajući sa sastavima "UFO" i "Ab ovo". 1971. g. Drago Mlinarec ga dovodi na mjesto bubnjara u sastav Grupa 220, koji je u to vrijeme jedan od najpopularnijih rock sastava na području bivše Jugoslavije.

## Životopis
Ivan Stančić rođen je 7. travnja 1952. godine u Dalju. Odrastao je u radničkoj obitelji umjetnika. Majka i otac su mu bili slikari, a ujak skladatelj, aranžer i producent. Već s dvanaest godina počeo je svirati s raznim sastavima po podrumima, garažama i tavanima gdje se sviralo i probijalo put počecima rock and rolla. U glazbenoj školi uči svirati gitaru i udaraljke, ali veliko znanje stječe svirajući u sastavima "UFO" i "Ab ovo". U to vrijeme po zagrebačkim naseljima svira soul sa sastavom "Heart of Soul" i progresivni rock s "WooDoo". Nakon toga počinje svirati bubnjeve sa splitskim sastavom "Atlantic" i s petnaest godina počinje se profesionalno baviti glazbom. U Zagrebu s Matom Došenom i Zoranom Šilovićem osniva sastav "3 koji žive od glazbe i sendviča u 10 h ujutro", a sviraju isključivo autorsku glazbu, međutim ne ostavljaju nikakav zapis iza sebe. U sastav dolazi Harma Hrvoje Marjanović, koji je odmah postao autoritet i ostali uče mnogo od njega.
Preminuo je u Supetru na Braču 2. lipnja 2025. godine nakon teške bolesti.

### Grupa 220
U jesen 1970. sa sastavom "Ab ovo" (u kojemu su tada još svirali: Nenad Zubak, Husein Hasanefendić, Tihomir Varga i Branko Vukmanović), nastupa na natjecanju mladih sastava koje se održavalo u kino dvorani "Cesarec" (danas teatar Exit) i pobjeđuju. U dvorani se našao i rock glazbenik Drago Mlinarec, koji ih dovodi u sastav "Grupa 220". 1971. g. snimaju singlove "Povratak" i "Prva ljubav", koji Grupi 220 vraćaju stari uspjeh koji je vremenom počeo opadati. Počinju svirati čvršći rock and roll, što nikako nije odgovaralo Mlinarcu, pa u vrijeme snimanja albuma A ti se ne daj, donose odluku da album izađe kao Mlinarčev prvijenac nakon čega će on nastaviti solo karijeru.
Stančić ipak nastavlja surađivati s Mlinarcem, pa između ostalog s njime snima albume Pjesme s planine (1972.) i Rođenje (1975.). Početkom 1972. s Grupom 220 snima singl na kojemu se nalazi Husova skladba "Kiši i malo je hladno", koja bilježi uspjeh i veliku slušanost na radio postajama. Stančić 1974. u sastav dovodi svoga prijatelja Juricu Pađena (bivšeg člana "Spectruma" i "Hobo"). U postavi Nenad Zubak, Ivan Stančić, Husein Hasanefendić i Jurica Pađen, u Ljubljani snimaju svoj drugi LP Slike. Album Izlazi 1975.g. kada dolazi i do raspada Grupe 220.

### Time
U to vrijeme Stančić svira sa sastavom "Super session", zajedno s Vedranom Božićem koji je vodeći gitarista na jugoslavenskoj sceni. Božić, Dado Topić i Chriss Nichols zovu ga u sastav Time. S njima odlazi u Njemačku gdje sudjeluje i u snimanju albuma te uči puno o produkciji i standardu snimanja. Nakon toga sudjeluje na turneji "Život u čizmama sa visokom petom". Snima još dva albuma uživo "Pop parada" i "Live in studio M", koji su snimani u Novom Sadu zajedno s Parnim Valjkom, Smakom i Korni Grupom. U Timeu ostaje sve do jeseni 1977. kada se nakon koncerta u sarajevskoj "Skenderiji" sastav razilazi.

### Parni valjak
Godine 1978. nastupa u filmu Kreše Golika "Ljubica", gdje glumi ulogu Zlatka i za tu ulogu u Nišu 1979. dobiva nagradu. U to vrijeme upoznaje Juru Stublića i počinje se s njim intenzivno družiti. Hus, Aki i Pađen zovu ga da dođe svirati u Parni Valjak, a njihov menadžer Milan Škrnjug dovodi ga na koncert u Ljubljanu bez probe i nakon toga na turneju po Bosni i Hercegovini. Stančić ostaje u sastavu i s njima snima singl "Od motela do motela". Odlaze na turneju po Istri i Sloveniji dok Aki ne odlazi na odsluženje vojnoga roka kada dolazi do prekida njegovog angažmana u Parnom valjku.

### Film
U proljeće 1979. Stančić počinje svirati s Jurom Stublićem u sastavu Film, a na rock festivalu "Štuk" u Ljubljani kao nepoznati sastav postižu veliki uspjeh. Producira njihov prvi singl, "Kad si mlad" i "Zajedno", u studiju Janka Mlinarića - Trulog. Stančić producira i aranžira njihov materijal; nakon toga održavaju svoje prve prave koncerte. Postižu veliki uspjeh u Novom Sadu i Beogradu, a nakon toga rade zagrebački koncert na kojemu nastaje njihov najpoznatiji LP Film u Kulušiću – Live. Sljedeći album, Zona sumraka, objavljuju 14. travnja 1982. za diskografsku kuću "Jugoton" (današnja Croatia records), a producent je Piko Stančić. Početkom 1983. u Švedskoj snimaju materijal za novi album; producent je Tihomir Tinni Varga, a Stančić svira bubnjeve i gitaru. Album Sva čuda svijeta izlazi 23. kolovoza 1983. i u jesen odlaze na vrlo uspješnu turneju po jugoslavenskim republikama. U ljeto 1984. Stančić odlazi iz sastava Film i pokušava započeti solo karijeru. 1985. Vlada Divljan ga zove u posljednju postavu sastava Idoli, s kojima snima album 6 dana juna i glazbu za istoimeni film. Idoli se nakon snimanja albuma razilaze.

### Psihomodo pop
U zimu 1985. dolazi do suradnje između Stančića i Davora Gobca, koju je već duže vrijeme Gobac pokušavao ostvariti. Rade dva odlična snimka za Radio Zagreb "Zauvijek" i "Iste stvari", međutim diskografska kuća Jugoton odbija suradnju sa sastavom "Psihomodo pop" i time Stančić i Gobac učvršćuju odnose. U ožujku i travnju 1988. snimaju album Godina Zmaja, a Piko Stančić je posao shvatio vrlo ozbiljno, želeći još jedan uspjeh za sebe kao producenta. Album tijekom '88. objavljuje "Jugoton" i bilježi veliki uspjeh. Skladba "Ja volim samo sebe" dolazi na prvo mjesto svih Top lista u Jugoslaviji. Sudjeluju na festivalu "Grote Prijs Van Neetherland" u Amsterdamu, nakon čega se pojavljuju u regularnom programu MTV postaja. Album Tko Je Ubio Mickey Mousea? snimaju u siječnju i veljači 1991., a objavljuje ga diskografska kuća "Croatia Records". Stančić radi na dizajnu albuma i pjeva prateće vokale. Nakon šest godina neprekidne suradnje Stančić i Psihomodo pop se razilaze.

### Prljavo kazalište
Iako formalno nikada nije bio član Prljavog kazališta, Ivan Piko Stančić je svojim producentskim radom dao izniman doprinos uspješnom početku karijere ove grupe. Suradnja izemeđu Prljavog kazališta i Stančića započinje 1979. godine, kada je grupa prešla iz Jugotona u Suzy. Te godine Stančić je producirao singl-ploču Moj je otac bio u ratu i prvi studijski album, Prljavo kazalište, koji danas slovi za jedan od najznačajnijih debitantskih albuma hrvatskog rocka. No, vrhunac Stančićeve suradnje s grupom bio je naredni album grupe. Jasenko Houra i Stančić u ljeto 1980. odlaze u Milano, gdje snimaju singl Crno bijeli svijet, koji je izasao kao prethodnica albuma. Obojica željni slave pripremaju materijal za album koji će ubrzo nakon objavljivanja dostići kultni status. Na ovom albumu Stančić se, pored producentskog rada, pojavljuje i kao aranžer na sedam od deset skladbi i kao skladatelj na jednoj. Album Crno-bijeli svijet izlazi 27. lipnja 1980. i postiže veliki uspjeh na tržištu, a Stančić je u časopisu "Džuboks" u vrlo jakoj konkurenciji s Bregovićem, Vargom, Kovačem, Habićem i Stefanovskim proglašen najboljim producentom u Jugoslaviji. Nakon ovoga albuma, suradnja između Prljavog kazališta i Stančića se na neko vrijeme prekida, ali je na snimanju albuma Zlatne godine iz 1985. ponovno uspostavljena. Album Zlatne godine, na kojem je kao glavni vokal debitirao Mladen Bodalec, karakterizira isprepletenost i mješavina novovalnog i pop-rock zvuka, s izuzetno usaglašenom produkcijom. To je ujedno i posljednji album Prljavog kazališta kojeg je producirao Stančić.

### Ostali glazbeni doprinosi
Stančić u Parizu upisuje postdiplomski studij crtanja na "École Supérieure Nationale des Beaux-Arts". Tamo upoznaje i surađuje s umjetnicima i glazbenicima iz čitavog svijeta ali istovremeno ispunjava svoje obaveze prema Parnom valjku i Prljavom kazalištu. Pored toga radi produkciju na albumima Aerodroma, Električnog orgazma, Idola i singl Xenije, a s Bregovićem radi na LP-u uživo iz "Kulušića" Bijelog dugmeta. 1990. Stančić završava započeti album Sexy magazin, koji je jedan od prvih domaćih albuma koji izlazi na CD-u.
S Električnim orgazmom, Stančić ostvaruje suradnju na LP-u Les Chansones Populaires, koji izlazi 24. kolovoza 1983.g., a na njemu svira bubnjeve i radi produkciju.
1989. Piko Stančić piše glazbu za TV film "Mjesec u djevici" Snježane Disić, a 1990. završava svoj prvi solo album Bubnjevi na suncu. Album je dobro prihvaćen ali u to vrijeme počinje Domovinski rat. Iste godine u Jugotonu zajedno sa Sinišom Škaricom pokreće projekt pod imenom "Perfect Music", gdje objavljuju originalne snimke početka domaćeg rock and rolla, u suradnji s Draženom Vrdoljakom, koje su zapostavljene u bogatoj fonoteci, a to su; Beat Na Moru (Originalne Snimke 1966.-1975.), Rock na moru (Originalne Snimke 1979. – 1989.) i Bijele Strijele (Originalne Snimke).

##### Domovinski rat
U suradnji s gitaristom Sašom Novakom Radulovićem za vrijeme rata osniva duo pod imenom  "Novak & Kopola", piše skladbe i objavljuje ih na albumu Rock akademija. Singlovi "Hrvatina" i "Bang-bang Vukowar" s njegovom obradom preko noći postaju simbolom toga vremena. Projektom "Rock Za Hrvatsku", okuplja sve rock i funk glazbenike u Hrvatskoj koji su pjesmom spremni odgovorit na agresiju. Postiže se visoka tiraža snimljenoga materijala, a sav novac je uplaćen fond "Kralj Zvonimir". Radi produkciju na EP-u Psihomodo popa na kojemu se nalaze skladbe "Hrvatska mora pobijediti" i "Pobjeda". 1992. u suradnji s brojnim glazbenicima osniva neprofitabilnu humanitarnu udrugu, koja organizira mnoge akcije, koncerte i utakmice, a prihoda uplaćuju djeci poginulih branitelja, dječjim ustanovama i bolnicama.
1994. dobiva nagradu "Porin" za grafički dizajn na albumu Ljubavne priče, 1995. u suradnji s Draženom Vrdoljakom radi na antologiji Novog Vala za izdavačku kuću "Perfekt music". Nakon dvije godine studijskog rada, Stančić 1997. završava svoj drugi album Peaceful World. Objavljuje ga diskografska kuća "Memphis", a godinu dana kasnije i "Croatia Records". 1998.g. nominiran je za nagradu "Crni mačak", u kategoriji za najboljeg instrumentalista i najbolju glazbenu suradnju s jazz rock pjevačicom Jasnom Bilušić. Zajedno s Alanom Bjelinskim radi na produkciji i snima album ’Ko će mi zabranit! Anje Šovagović Despot, a 2000. s Marijanom Podgorskim i Sašom Zalepuginom formira alternativni sastav "Di Strojers", koji snimaju punk album Časna pionirska riječ i obrađuju veliki hit "Golubovi" Ive Robića. U prosincu 2001.g. Piko Stančić radi glazbu za film Grad što se sa svjetlom budi (o gradu Mostaru), koji izlazi u VHS formatu i distribuira se na pet svjetskih jezika. Na dodijeli hrvatske rock nagrade "Crni mačak", u ožujku 2002.g., dobiva nagradu "Stari mačak" za životno djelo, a u svibnju iste godine objavljuje CD single Zabriskie point/ groovin.

## Nagrade i nominacije

### Nagrade
- 1994: Porin - za grafički dizajn na albumu Ljubavne priče NTVV
- 2002: Crni mačak (nagrada) - "Stari mačak" za životno djelo
- 2012: Glazbena nagrada Mega Muzika - "Fender Awards" za izniman doprinos glazbi

### Nominacije
- 1998: Crni mačak (nagrada) - nominacija za najboljeg instrumentalista i najbolju glazbenu suradnju s jazz rock pjevačicom Jasnom Bilušić, (album Peaceful World)
- 1998: Crni mačak (nagrada) - nominacija album Peaceful World
- 2004: Porin - nominacije za tematsko povijesni album Putovanje Starog Mačka 1972-2002
- 2009: Porin - nominacije za design CD-Box Vis IDOLI
- 2009: Porin - nominacije za design CD-Box Paket Aranžman

### Diskografske nagrade
PLATINASTA Ploča
- 1980: Prljavo Kazalište “Crno Bijeli Svijet”
- 1981: Vis Idoli -“Mini LP”
- 1981: Film -U kulušiću Live!

ZLATNA Ploča
- 1976: Time -“Život u čizmama s Visokom Petom”
- 1979: Parni Valjak -“Gradske Priče”
- 1980: Prljavo Kazalište- “Crno Bijeli Svijet”
- 1981: Film -U Kulušiću Live!
- 1981: Vis Idoli -“Mini LP“
- 1983: Film -“Sva čuda Svijeta”
- 1985: Prljavo Kazalište- “Zlatne Godine”
- 1986: Đavoli -“Ljubav i Moda”
- 1988: Bijelo Dugme -“Ćiribiribela”
- 1988: Psihomodo Pop -“Godina Zmaja”
- 1989: Električni Orgazam -“Letim Sanjam Dišem “

SREBRNA Ploča
- 1972: Drago Mlinarec -“Pjesme s Planine”
- 1979: Prljavo Kazalište -“Prljavo Kazalište”
- 1982: Film -“Zona Sumraka”
- 1985: Vis Idoli -“Šest Dana Juna”
- 1987: Električni Orgazam -Distorzija”
- 1990: Psihomodo Pop -“Sexy Magazin”
- 1992: Psihomodo Pop -“Ko je ubio Mickeya Mousea?”

## Filmografija

### Filmske uloge
- "Ljubica" kao Zlatko (1978.)

### Televizijske uloge
- "Svakodnevno" kao gost emisije (2014.)
- "Večer na 8. katu" kao gost emisije (2014.)
- "Evergreen" kao gost izvođač (2010.)

## Vanjske poveznice
- Diskografija  Arhivirana inačica izvorne stranice od 22. travnja 2008. (Wayback Machine)
- stancic-piko.com - Službene stranice